# 堀維孝
堀 維孝（ほり いこう、慶応4年2月（1868年2月8日） - 昭和29年（1954年）10月31日）は、日本の教育学者、教育者、国文学者。鶴岡鷹匠町（現・鶴岡市）出身。萩邨と号する。国語漢文教育の権威として知られる。

## 経歴
出生から修学期
慶応4年（1868年）、庄内藩士堀平太夫重道の長子として鶴岡鷹匠町に生れた。父は戊辰戦争に出陣して羽後羽根川で戦死したため、母の手ひとつで育てられた。明治18年(1885年)、西田川郡中学校（現・山形県立鶴岡南高等学校）を卒業。山形中学校（現・山形県立山形東高等学校）に進み、1886年に卒業した。
教員として
同1886年、朝暘学校の授業生(代用教員)を命じられた。また、荘内英学会で子弟の教育に当たった。1888年に荘内中学校(現・山形県立鶴岡南高等学校)が開校すると、同校の授業生に招聘された。その後、独学で教員免許を取得。1890年に飽海郡松嶺小学校校長に就いた。
山形、山口で中学教員を務めた。1898年、金沢旧制四高の助教授に就任。四高では、西田幾多郎の同僚であった。その後、広島高等師範学校教授となった。
大正5年(1916年)、第12代学習院院長の北条時敬に招かれて、学習院教授に就任。しかし、1924年に病のため学習院を退官した。1931年、武蔵高等学校の講師となった。戦後の1954年に永眠。

## 栄典
位階
- 1904年（明治37年）10月21日 - 従七位[5]

勲章
- 1912年（大正元年）12月18日 - 勲六等瑞宝章[6]

## 著作物
- 『荻村堀先生遺稿』堀先生遺稿刊行会 1956